# 迈尔斯·钱利-沃森
迈尔斯·钱利-沃森（英語：Miles Chamley-Watson，1989年12月3日—），美国男子击剑运动员。他曾获得2013年世界击剑锦标赛男子花剑个人冠军。他也参加了2012年和2016年夏季奥运会，其中在2016年夏季奥运会获得男子花剑团体的铜牌。